# De Havilland DH.27 Derby
El De Havilland DH.27 Derby fue un gran biplano monomotor diseñado para cubrir una especificación del Ministerio del Aire para un bombardero pesado diurno. No entró en producción.

## Diseño y desarrollo
El De Havilland DH.27 Derby fue diseñado para cubrir la Especificación 2/20 del Ministerio del Aire para un bombardero pesado de largo alcance. Era un gran biplano de dos vanos monomotor, sin aflechamiento ni decalaje. Ambas alas eran de estructura de madera recubierta de tela, llevando ambas alerones y pudiendo plegarse por fuera de los soportes interplanares interiores. Aparte de la sección central superior, las alas eran de cuerda constante; esta sección era de mayor cuerda y estaba ensanchada y unida al fuselaje, no por los usuales soportes de sección central (en cabaña), sino por un alargado pilón aerodinámico, que también contenía los depósitos de combustible. El tren de aterrizaje era de diseño de eje partido para permitir lanzar una bomba desde debajo del fuselaje. Las patas principales estaban montadas en el larguero delantero, bajo los soportes interplanares interiores, con largos ejes inclinados ligeramente hacia arriba, siendo los extremos interiores arriostrados hasta la parte superior de la pata y, separadamente, hasta el fuselaje.
El fuselaje seguía la práctica estándar de desarrollo en De Havilland, con larguerillos de abeto arriostrados en cruz y recubiertos de contrachapado fino. El timón y los elevadores estaban compensados y el empenaje y timón tenían la familiar forma de De Havilland. El piloto se sentaba directamente debajo del borde de ataque del ala, y existía una posición dorsal para el observador/artillero. Dentro del fuselaje y con tres portillas a cada lado, había una cabina para el navegante/bombardero. El Rolls-Royce Condor III de 485 kW (650 hp) refrigerado por agua poseía un radiador rectangular montado en el morro, y movía una hélice de cuatro palas.
Se construyeron dos prototipos, volando el primero el 13 de octubre de 1922. El Ministerio del Aire prefirió al Avro Aldershot sobre el Derby, siendo este último todo en madera considerablemente más pasado que el Aldershot de construcción mixta, mientras que, a diferencia del mismo, el Derby no tenía provisión para llevar internamente su carga de bombas, por lo que no hubo producción. Los dos prototipos estuvieron basados en RAF Martlesham Heath y en la Estación Naval de la Isla de Grain hasta alrededor de 1924, y fueron usados en tareas generales y en pruebas.

## Especificaciones
Referencia datos: Jackson 1987

### Características generales
- Tripulación: Tres (piloto, observador/artillero y navegante/bombardero)
- Longitud: 14,4 m (47,3 ft)
- Envergadura: 19,7 m (64,5 ft)
- Altura: 5,1 m (16,8 ft)
- Superficie alar: 104 m² (1119,5 ft²)
- Peso vacío: 3056 kg (6735,4 lb)
- Peso cargado: 5237 kg (11 542,3 lb)
- Planta motriz: 1× motor lineal V12 refrigerado por agua Rolls-Royce Condor III.
  - Potencia: 480 kW (662 HP; 653 CV)
- Hélices: De cuatro palas de madera de paso fijo

### Rendimiento
- Velocidad máxima operativa (Vno): 169 km/h (105 MPH; 91 kt)
- Alcance: 890 km (481 nmi; 553 mi) [2]
- Techo de vuelo: 3900 m (12 795 ft) [2]

### Armamento
- Ametralladoras: 

  - 1x Lewis de 7,7 mm flexible montada en anillo Scarff en cabina dorsal
- Bombas: 

  - Hasta 4 de 250 kg llevadas externamente[2]

## Aeronaves relacionadas

### Aeronaves similares
- Avro Aldershot

### Secuencias de designación
- Secuencia DH._ (interna de De Havilland): ← DH.24 - DH.25 - DH.26 - DH.27 - DH.28 - DH.29 - DH.30 →